# Klein Rogahn
Klein Rogahn település Németországban, Mecklenburg-Elő-Pomeránia tartományban. Lakosainak száma 1323 fő (2023. december 31.).

## Népesség
A település népességének változása:
| Lakosok száma | 1325 | 1320 | 1326 | 1343 | 1323 |
|               | 2017 | 2019 | 2021 | 2022 | 2023 |